# Ribeira (parroquia)
Ribeira (llamada oficialmente Santa Uxía de Ribeira) es una parroquia y un lugar español del municipio de Ribeira, en la provincia de La Coruña, Galicia.

## Entidades de población
Entidades de población que forman parte de la parroquia:
- Ameixida (A Ameixida)
- Cruxeiras
- Deán Grande
- Fafián
- Martín
- Santa Eugenia (Santa Uxía de Ribeira)
- Sarreiras
- Touro (O Touro)
- Xarás
- As Avesadas
- O Ameneiro
- Banda ó Río
- As Brañas do Cabo
- O Caramecheiro
- Carballiños
- As Carolinas
- O Carregal
- O Castelo
- O Cochón
- A Conlleira
- Coroso
- Fondevila
- Fontán
- A Garita
- As Hedreiras
- As Laxes do Castelo
- Padín
- A Pedra Pateira
- O Petón
- O Pombal
- O Queiro
- O Río Grande
- O Río Pequeno
- A Viña do Cabezal
- A Xunqueira

## Suprimidos
- Cubeliño (Coveliño)
- Dean Pequeño (Deán Pequeno)

## Demografía

### Parroquia
| Gráfica de evolución demográfica de Ribeira (parroquia) entre 2000 y 2019 |
|                                                                           |
| Datos según el nomenclátor publicado por el INE.                          |

### Lugar
| Gráfica de evolución demográfica de Santa Uxía de Ribeira (lugar) entre 2000 y 2019 |
|                                                                                     |
| Datos según el nomenclátor publicado por el INE.                                    |